# Louis I. (Monaco)

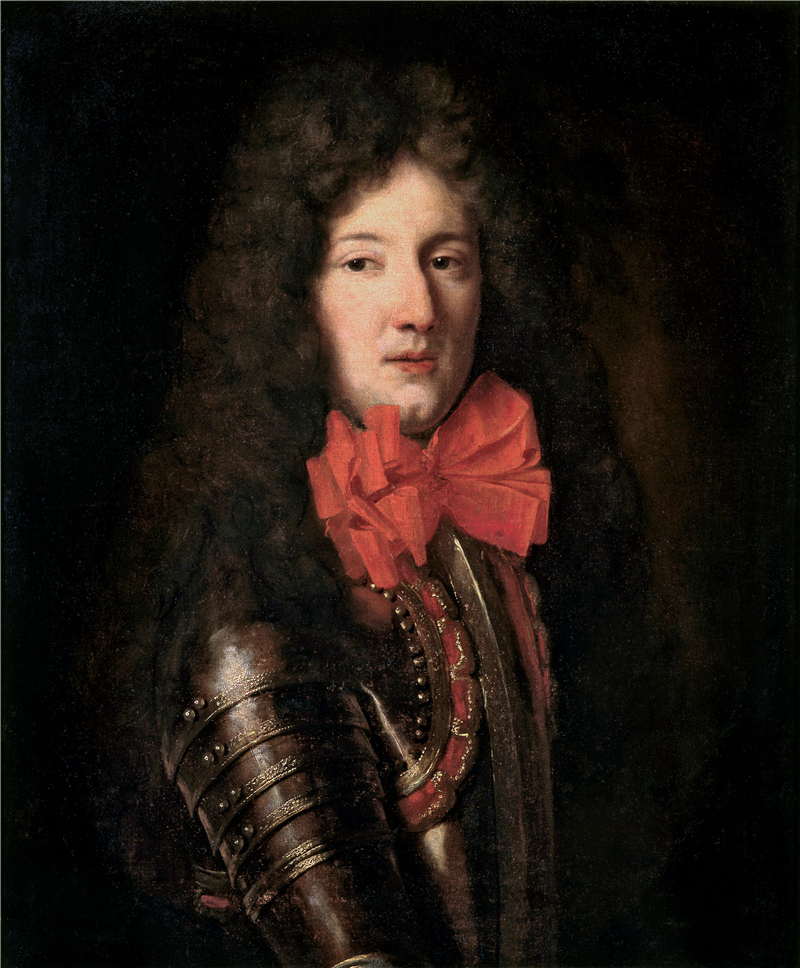
Louis I., Gemälde eines unbekannten Künstlers

Louis I. von Monaco (* 25. Juli 1642 in Monaco; † 3. Januar 1701 in Rom) aus der Familie der Grimaldi war von 1662 bis zu seinem Tode Fürst von Monaco. 
Louis war der Sohn von Hercule Grimaldi (1623–1651) und Enkel von Honoré II. von Monaco, dem er 1662 nachfolgte. Seit 1660 war er mit Catherine Charlotte de Gramont verheiratet, die neben vielen anderen Affären kurzzeitig auch Mätresse Ludwigs XIV. war. Der von den Eskapaden seiner Frau enttäuschte Louis I. ging zur Armee und gelangte dort zu großem Ruhm.
Aus seiner Ehe gingen sechs Kinder hervor, darunter:
1. Antoine I. (1661–1731) ⚭ Prinzessin Maria von Lothringen
2. Francesco Grimaldi (1669–1748), Abt von Monaco und Erzbischof von Besançon

Sein Nachfolger wurde sein Sohn Antoine I.